# La Terrasse-sur-Dorlay
La Terrasse-sur-Dorlay is een gemeente in het Franse departement Loire (regio Auvergne-Rhône-Alpes) en telt 705 inwoners (2005). De plaats maakt deel uit van het arrondissement Saint-Étienne.

## Geografie
De oppervlakte van La Terrasse-sur-Dorlay bedraagt 8,7 km², de bevolkingsdichtheid is 81,0 inwoners per km².
De onderstaande kaart toont de ligging van La Terrasse-sur-Dorlay met de belangrijkste infrastructuur en aangrenzende gemeenten.

## Demografie
Onderstaande figuur toont het verloop van het inwonertal (bron: INSEE-tellingen).